# Avinurme (obec)
Obec Avinurme (estonsky Avinurme vald) je bývalá samosprávná obec v estonském kraji Ida-Virumaa. V roce 2017 byla začleněna do obce Mustvee, čímž přešla pod kraj Jõgevamaa. 

## Sídla
V obci žije půldruha tisíce obyvatel, z toho přes polovinu v městečku Avinurme, které je administrativním centrem obce, a zbytek v 16 vesnicích Adraku, Alekere, Kaevussaare, Kiissa, Kõrve, Kõrvemetsa, Kõveriku, Laekannu, Lepiksaare, Maetsma, Paadenurme, Sälliksaare, Tammessaare, Ulvi, Vadi a Änniksaare.